# Симфония № 3 (Скрябин)
«Боже́ственная поэ́ма» (фр. «Le Divin Poème») — третья Симфония для большого оркестра До минор, Ор. 43, в трёх частях, написанная Александром Скрябиным в период с 1902 по ноябрь 1904 года.
Сразу по завершении работы композитор отправил партитуру в Лейпциг в издательство М. П. Беляева («M.P. Belaïeff», Leipzig), где она впервые и появилась в печатном виде в 1905 году. Премьера симфонии состоялась в Париже 16 (29) мая 1905 года, в симфоническом концерте под управлением Артура Никиша в зале Нового театра. В этом концерте рядом с премьерной «Божественной поэмой» А. Н. Скрябина прозвучали популярные сочинения К. М. фон Вебера (Увертюра к опере «Вольный стрелок») и Рихарда Вагнера («Идиллия» из оперы «Зигфрид», «Вступление» и «Смерть Изольды» из оперы «Тристан и Изольда», а также Вступление к опере «Нюрнбергские мастера пения»).
В России Третья симфония впервые была исполнена в Петербурге, в Русском симфоническом концерте в Зале Дворянского собрания 23 февраля 1906 года под управлением Феликса Михайловича Блуменфельда.
Далее последовали премьеры в Нью-Йорке и Берлине — 1 (14) марта 1907 года Третья симфония прозвучала в исполнении Оркестра Русского симфонического общества под управлением Модеста Альтшулера в Карнеги-холле, и 5 (18) января 1909 года в концерте берлинского «Общества друзей музыки» под управлением Оскара Фрида. И только 21 февраля 1909 года «Божественная поэма» впервые прозвучала в Москве, в Большом зале Московской консерватории под управлением Эмиля Купера.

## Структура Третьей симфонии
По своей форме «Божественная поэма» — это программный симфонический цикл, представляющий собой произведение переходное для творчества Скрябина и, как следствие, синтез двух жанров: симфонии, как сонатно-симфонического цикла, и симфонической поэмы.
Ни одна из трёх симфоний так и не была написана в стандартных четырёх частях — Скрябин интуитивно избегал тяжёлой квадратности и замкнутости четырёхчастного цикла. Однако в целом, и Первая и Вторая симфония — традиционны. В них явно угадывается «бетховенское» влияние. Форма Первой симфонии (1+4+1) — с прологом и эпилогом, а форма Второй (1+4) — с развёрнутым вступлением. Также, финалы симфоний представляют собой своеобразные «Оды к радости». Первая симфония завершается торжественным финалом ораторией (VI часть), прославляющей преображающую силу искусства «О дивный образ Божества, гармоний чистое искусство!» (автор поэтического текста — Скрябин). Финал Второй симфонии (V часть) — торжественный марш.
В свою очередь, Третья симфония частично редуцирована и состоит из трёх частей, объединённых, как уже было сказано выше, философской программой. Текст программы был написан со слов Скрябина (первоначально на французском языке) специально к парижской премьере «Божественной поэмы» Татьяной Фёдоровной Шлёцер, музой и второй женой композитора. Позднее Скрябин авторизовал текст программы. Известно, что первое исполнение поэмы в Петербурге не сопровождалось пояснительным текстом. Скрябин не был уверен в том, что название симфонии и программа к ней будут адекватно приняты на родине и, соответственно, не отправлял содержание программы к премьере в России.

#### Названия частей симфонии
- I. «Борьба» — Introduction et Luttes: Allegro, mystérieux, tragique-sombre, haletant, précipit
- II. «Наслаждения» — Voluptés: Lento, sublime-vivo, divin essai
- III. «Божественная игра» — Jeu divin: Allegro, avec une joie éclatante

#### Литературная программа
Ниже приводится первоначальный текст программы, написанный рукой Т. Ф. Шлёцер.

… «Божественная поэма» представляет развитие человеческого духа, который, оторвавшись от прошлого, полного верований и тайн, преодолевает и ниспровергает это прошлое и, пройдя через пантеизм, приходит к упоительному и радостному утверждению своей свободы и своего единства со вселенной (божественного «я»).
Первая часть — Борения: «Борьба между человеком — рабом личного Бога, верховного властителя мира, и могучим, свободным человеком, человеком-богом. Последний как будто торжествует. Но пока только разум поднимается до утверждения божественного „я“, тогда как личная воля, ещё слишком слабая, готова подпасть искушению пантеизма».
Вторая часть — Наслаждения: «Человек отдаётся радостям чувственного мира. Наслаждения опьяняют и убаюкивают его; он поглощен ими. Его личность растворяется в природе. И тогда-то из глубины его существа поднимается сознание возвышенного, которое помогает ему преодолеть пассивное состояние своего человеческого „я“».
Третья часть — Божественная игра: «Дух, освобождённый, наконец, от всех уз, связывающих его с прошлым, исполненным покорности перед высшей силой, дух, производящий вселенную одной лишь властью своей творческой воли и сознающий себя единым с этой вселенной, отдаётся возвышенной радости свободной деятельности — „божественной игре“».

#### Состав оркестра
- Деревянные духовые инструменты: флейта пикколо, 3 флейты, 3 гобоя, английский рожок, 3 кларнета, бас-кларнет, 3 фагота, контрафагот.
- Медные духовые инструменты: 8 валторн, 5 труб, 3 тромбона, туба.
- Ударные: литавры, тамтам, глокеншпиль.
- Струнные инструменты: I и II скрипки — по 16, 12 альтов, 12 виолончелей, 8 контрабасов, 2 арфы.

## История создания

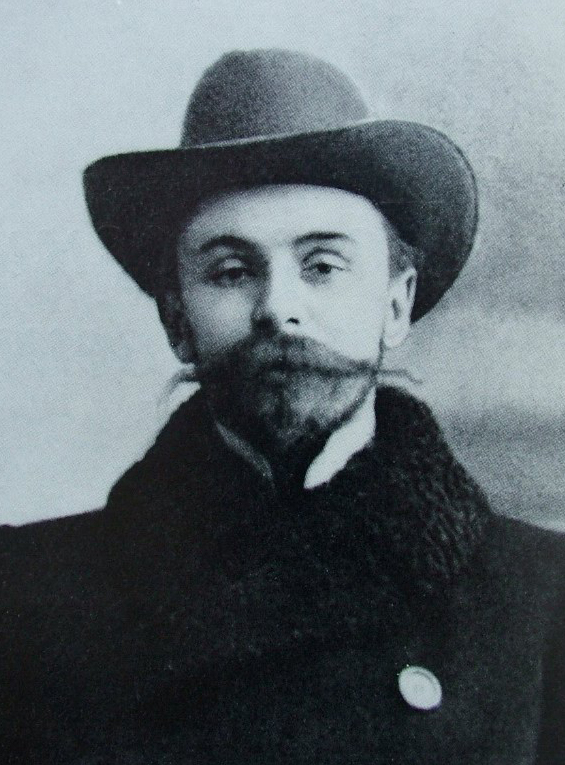
А. Н. Скрябин (фото 1903 г.)

#### 1902 год
Желание написать грандиозное, концептуально новое большое сочинение привело Скрябина к замыслу новой симфонии, Третьей. Первые черты симфонии мысленно обозначились в голове композитора уже к началу 1902 года. Однако, сильно занятый семейными и преподавательскими проблемами и склонный к длительному внутреннему вынашиванию музыкального материала, композитор далеко не сразу приступил к записи своего нового (большого) сочинения в партитурные листы. Подобный метод тщательной проработки материала в голове довольно часто мешал своевременному появлению на свет того или иного сочинения. Многократное шлифование и округление музыкальных мыслей приводило иной раз к печальному результату — как только произведение считалось Скрябиным вполне оформленным и готовым, оно сразу выходило из поля зрения композитора, уступая место новой идее и, как следствие, рискуя не быть записанным вовсе. (Это происходило в силу чрезвычайной лабильности психики автора.)
Первые документальные сведения о работе Скрябина над Третьей симфонией можно найти в личной переписке композитора. Так, в письме от 25 мая 1902 года к жене, Вере Ивановне Скрябиной (в девичестве Исакович), Скрябин пишет о том, что «Сегодня приходил Никита (Н. С. Морозов), и я играл ему (3-ю) симфонию — она ему нравится больше 1-й и 2-й. Вообще тема allegro всем ужасно нравится, это даже меня немножко огорчает!»
Несмотря на то, что в начале работы симфония имела все черты традиционного сонатно-симфонического цикла (в первоначальном замысле было не три, а четыре части), Скрябин всё чаще размышлял о выходе за сдерживающие его творческий порыв музыкальные рамки (общепринятых) правил сочинения, и создании не очередного «музыкального» произведения, но некоей овеществлённой Идеи, философской концепции, хотя и посредством музыкальных знаков и звуков
К началу лета 1902 года первая часть симфонии была вполне закончена и записана. Остальные части пребывали в лёгком эскизном состоянии. Скрябин надеялся «хорошенько продвинуть» симфонию в летние месяцы, вдали от консерватории и городской суеты. Однако надеждам, возложенным на плодотворную летнюю работу, не суждено было сбыться. Скрябину пришлось вынужденно приостановить работу (и не только над симфонией), чтобы серьёзно заняться своим расстроенным здоровьем. Вследствие большого творческого напряжения (среди прочего была «окончательно завершена» Вторая симфония) и накопившегося за долгие годы переутомления (от бурной консерваторской и светской деятельности), Скрябин погрузился в очередную невротическую депрессию. Целое лето композитор отдыхал в Оболенском, предаваясь усиленному ничегонеделанью в надежде на скорое выздоровление. Четверостишие в стиле японских хайку для описания своего времяпровождения имеется в письме Скрябина к О. И. Монигетти:

Божественной природы растительная сила

Дала лень телу моему.

И позабыть за пищей, сном и питием

Заставила все прелести искусства.

Несмотря на усиленные оздоровительные процедуры и жёсткое ограничение творческой активности, Скрябин не мог не думать и не размышлять о возобновлении прерванной работы над новой симфонией. Почувствовав первые же признаки возвращения сил, он готов был снова немедленно схватиться за работу, однако всё же удерживал себя от непозволительной растраты силы. Об этом он прямо рассказывал в письмах к Митрофану Петровичу Беляеву:

…В настоящее время занимаюсь оздоровлением себя, предаваясь отдыху и физическим упражнениям. Хочу этим начать новый период своего существования. Заниматься музыкой начну с сентября и тогда же окончу все начатые мной сочинения, из которых главное — 3-я симфония. Одна часть её (Allegro) уже окончена, другие в эскизах. Меня ужасно влечёт работать, но я не смею позволить себе этого, так как рискую окончательно расстроить здоровье. <…> Теперь к моей безграничной радости вижу, что могу приобрести большие силы и тогда предаться искусству, как о том давно уже мечтаю. <…> В первый раз в жизни я отдыхаю в настоящем смысле этого слова. Только месяц спустя после экзамена наступил первый сносный по самочувствию день. Такое утомление — результат страшного напряжения многих лет. Если бы я не решился, наконец, свершить этот, как я называю, подвиг бездействия (я сижу по целым дням в гамаке), то меня, наверное, через 2—3 года уже не стало.

Длительный отдых принёс свои плоды: осенью Третья симфония (в своём начальном варианте) была полностью написана в клавире, а в начале декабря Скрябин приступил к инструментовке сочинения: «…Через 2—3 недели начну инструментовать 3-ю симфонию, которой теперь исключительно занимаюсь».
Однако это была пока ещё «просто» Третья симфония, без подзаголовка «Божественная поэма», и без вступительной «ницшеанской» части-эпиграфа. И божественное название, и внушительный эпиграф появились гораздо позже, почти три года спустя — в новый период скрябинской жизни и творчества.

#### 1903 год
1903 год — над Скрябиным постоянно нависали отвлекающие и дезорганизующие факторы как семейно-бытового, так и творческого характера. Домашняя обстановка меньше всего способствовала плодотворной и сосредоточенной работе. Попеременные визиты Ивана Христофоровича и Иды Юльевны, недовольных «непутёвым» поведением зятя, не способного содержать семью, — сводили все шансы на успешное завершение симфонии (и не только симфонии) практически к нулю.

…
— Я пишу в кабинете Третью симфонию, то есть «Божественную поэму», а в соседней комнате прогуливается Иван Христофорович в халате и шлёпанцах на босу ногу, делать ему нечего…, да ещё и ворчит себе под нос: «Ну как знать, как знать, быть может из этого молодого человека и выйдет какой-нибудь толк…» Понимаешь, ведь у меня к тому времени уже две симфонии состоялись исполнением! А бормотал он достаточно громко, так, чтобы я слышал уж наверное. Бывало, подойдёт к самой двери и бормочет, безумный человек!
Действительно, контраст между «Божественной поэмой» и «папой в шлёпанцах» выглядел более чем наглядным. <…> И ворчание Иды Юльевны по поводу грязных рубашек, которые Скрябин вовремя не отдал «Петровне в стирку», и вушечкины настойчивые выговоры по поводу очередного возвращения домой под утро и за валяние в постели до двух часов дня, и недовольство вечной нехваткой «презренного металла», и вороватая скупость душного тестя, и мало ли что ещё! К сожалению, всё это было. Но главная беда состояла в другом. Работать дома становилось всё труднее и труднее. Вседневная жизнь более начинала походить на настоящее преодоление, даже отчасти войну. С рояли уже почти никогда не исчезала бутылка коньяку — прекрасное приспособление для приобретения внутренней свободы. Но признак далеко не лучший…

К тому же и сам композитор, увлекшись новой идеей «большой оркестровой вещи» (так никогда и не написанной) и «залежалыми маленькими фортепианными», отдалил срок окончания работы над симфонией.
Скрябин увяз в бытовой суете и не поспевал к сроку сдавать новые сочинения. М. П. Беляев, который уже давно выучил наизусть черты характера вечно неорганизованного и рассеянного композитора, в очередной раз применил к нему приём «финансовой стимуляции», выставив счёт в четыре тысячи рублей долга издательству, накопившийся за предыдущие полтора года.

… — Ты представь, что за кошмар! — внезапно зашептал он, наклонившись ко мне, — Четвёртого дня я получил от Митрофана письмо и при нём — счёт за мои прошлогодние «депансы»… Просто ужас! Как обухом по голове! Я-то думал, что Беляев выплачивает мне двести рублей не в авансы, а просто так, в поддержку, чтобы я мог оставить консерваторию! А оказалось, что это был обычный кредит! Теперь получается так, что я за прошлый год задолжал ему целых три тысячи, и даже с лишком! Представь себе моё положение, заграница опять трещит по швам, а какие у меня будут доходы — совсем неясно… К тому же за лето я должен написать для покрытия своего долга не меньше тридцати пьес для фортепиано, ты представляешь, что за шутка? — и Скрябин, коротко взглянув на меня «страшными» глазами, опять уставился на сцену, нервно перебирая пальцами какие-то неслышные нотки.

Сохранилось впечатление о создававшейся Третьей симфонии юного Бориса Пастернака:

… Весной 1903 года отец снял дачу в Оболенском близ Малоярославца… Дачным соседом нашим оказался Скрябин… На дачу приехали, как водится, рано утром… Я убежал в лес. <…> Его по всем направлениям пронизывало солнце… И совершенно так же, как чередовались в лесу свет и тень и перелетали с ветки на ветку и пели птицы, носились и раскатывались по нему куски и отрывки Третьей симфонии, или Божественной поэмы, которую в фортепьянном выражении сочиняли на соседней даче.
Боже, что это была за музыка! Симфония беспрерывно рушилась и обваливалась, как город под артиллерийским огнём, и вся строилась и росла из обломков и разрушения. Её всю переполняло содержание, до безумия разработанное и новое… Не было в симфонии ничего ложно глубокого или риторически почтенного, «как у Бетховена», «как у Глинки»… но трагическая сила сочиняемого торжественно показанного всему одряхлело признанному и величественно тупому и была смела до сумасшествия <…> Скрябин почти средствами предшественников обновил ощущение музыки до основ… Скрябин не только композитор, но повод для вечных поздравлений, олицетворённое торжество и праздник русской культуры.

Таким образом, Скрябин был вынужден начать работать, погрузиться в сочинение полностью, и написать в счёт погашения долга свыше 30 сочинений (фортепианных). Лето 1903 года прошло в напряжённой «долговой» работе, результатом которой явились 36 новых произведений для фортепиано (Оp. Ор. 30-42), среди которых были такие прорывные вершины скрябинского творчества, как Четвёртая соната ор. 30, «Трагическая поэма» ор. 34, «Сатаническая поэма» ор. 36, концертный вальс ор. 38.
Скрябин работал этим летом и над Третьей симфонией: в эти месяцы она настолько окрепла и оформилась, что по прибытии к М. П. Беляеву в Петербург, с отчётом о проделанной работе, он решился впервые исполнить свою симфонию перед «сонмом петербургских композиторов» на одном из вечеров Беляевских пятниц. Исполнение было назначено на пятницу 14 ноября. Среди слушателей на вечере присутствовали Н. А. Римский-Корсаков («голова» Беляевского кружка), А. К. Глазунов и А. К. Лядов. Новая симфония неожиданно снискала очень тёплый приём и, к большому удивлению композитора, благосклонную реакцию Римского-Корсакова, всегда относившегося к творчеству Скрябина с прохладцей и некоторой подозрительностью. Глазунов и Лядов были единодушны в своих высоких оценках, симфония им не просто понравилась, она была принята с горячим восторгом, и даже более того — был поставлен вопрос об исполнении симфонии Артуром Никишем!
Тем временем, 1903 год подходил к концу, а Третья симфония снова не была завершена сочинением: работа над инструментовкой растянулась больше чем на год… На этот раз Скрябину помешал вновь оживший замысел — призрак неосуществлённой сверх’оперы (ницшеанского содержания), на стихотворные тексты и наброски либретто которой было затрачено немало душевных сил и творческой энергии.
«…Понемногу оканчиваю инструментовку 3-й симфонии» — писал Скрябин М. П. Беляеву в конце декабря 1903 года. Это было последнее письмо к большому человеку и другу: Беляев умер 28 декабря 1903 года. Со смертью Митрофана Петровича, единственного друга, защитника и отца в одном лице, в жизни Скрябина начался новый напряжённый период противостояния и практического преодоления «инертной жизни» и человеческих трудностей.

…Вид у съёжившегося Скрябина был совершенно убитый и потерянный. <…> Для него смерть Беляева явилась подлинной личной катастрофой. 28 декабря года рухнула каменная стена, столько лет отделявшая [Александра Николаевича] от жизни и прикрывавшая его в особенно трудные минуты. Скрябин очутился наедине, лицом к лицу с враждебным миром. Теперь, до конца жизни, уже никто не мог ему заменить «большого Митрофана». Отныне и навсегда всё было не то и не так.

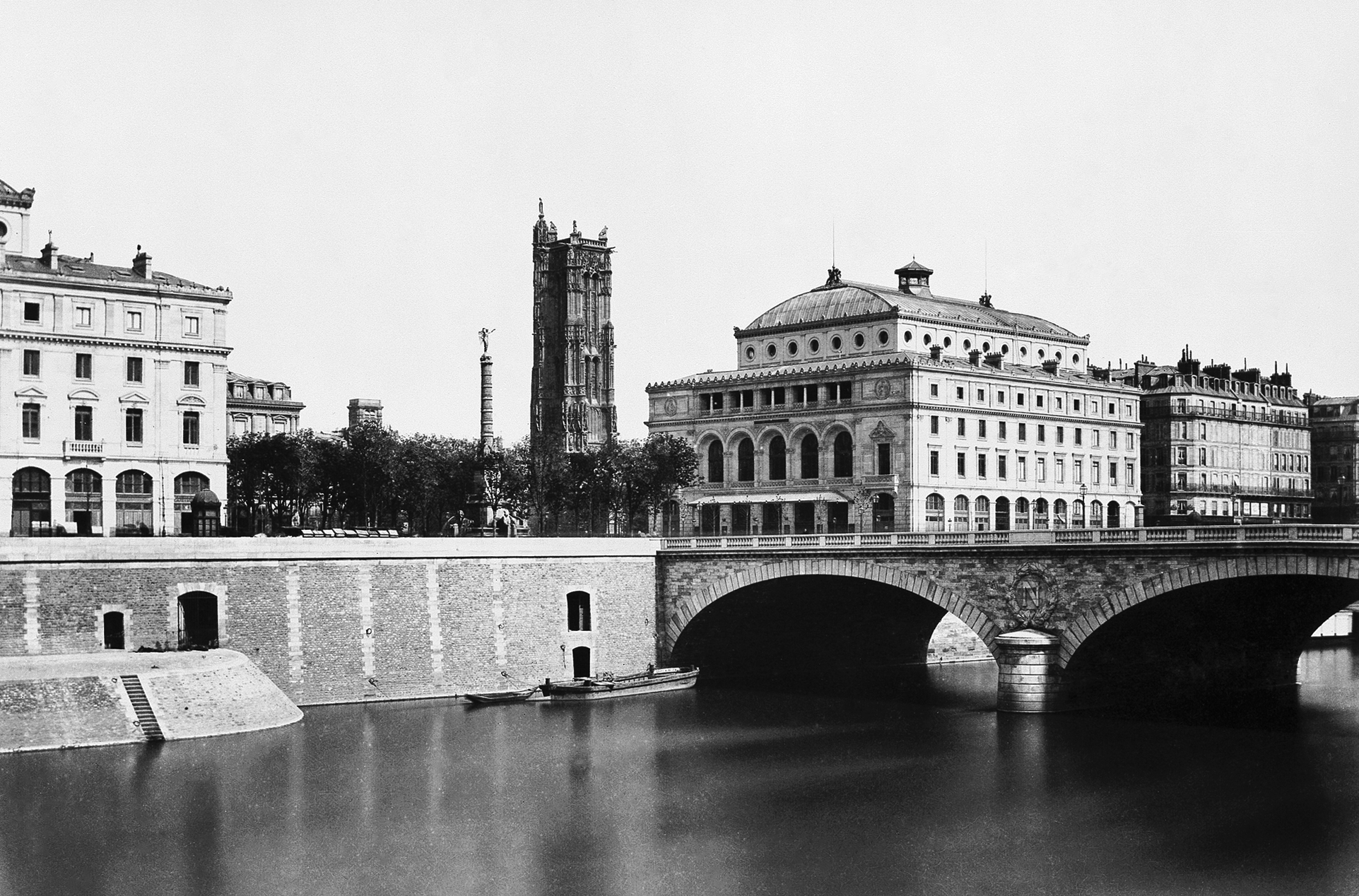
Театр Шатле в Париже. Здесь 29 мая 1905 года состоялась премьера «Божественной поэмы».

#### 1904 год
Трагическое окончание 1903 года и начало 1904 не сулило Скрябину ничего, кроме суетных забот по обустройству самостоятельной жизни. В тяжёлый для композитора момент значительную роль сыграла Маргарита Кирилловна Морозова — друг семьи Скрябина, поклонница его таланта и, отчасти, ученица. Зная о непростой, губительной для творчества жизненной ситуации композитора, Морозова предложила материальную поддержку в виде ежемесячной пенсии («фикса», как называл его Скрябин) для того, чтобы композитор смог бросить преподавание, выехать за границу и заниматься исключительно сочинительством. С финансовым предложением Морозова обращалась ещё в 1903 году, однако Скрябин с благодарностью принял её предложение только после смерти М. П. Беляева, вынужденный сложными обстоятельствами, а также с непременным условием, что это будут «детские» деньги: на содержание жены и детей. Ежемесячные выплаты «морозовского пособия» продолжались до конца 1908 года: Скрябин сам отказался от него после заключения устного издательского договора с С. А. Кусевицким.
19-го февраля 1904 года Скрябин выехал в Швейцарию, а десять дней спустя следом за ним отправилась и В. И. Скрябина с детьми. Однако засесть за работу снова мешали сторонние дела, накопившиеся за длительное отсутствие внимания к ним: бесконечная правка корректур «долговых» фортепианных сочинений (ор. 30—42), выяснение отношений с Советом душеприказчиков (попечительным советом «Музыкального издательства М. П. Беляева»), отнимавшее массу душевных сил.
Только в конце апреля Скрябин приступил к очередной переделке своей большой Третьей симфонии. Композитору помогала жена, Вера Ивановна, начисто переписывавшая только вышедшие из-под пера партитурные листы. Работа шла медленно и тяжело, — сказался длительный перерыв и душевные потрясения, связанные с отъездом, семейными скандалами и смертью М. П. Беляева. Кроме того, за два последних года мировоззрение Скрябина сильно выросло и изменилось. Как следствие, прежний вариант симфонии уже мало устраивал композитора, поскольку в нём не было той идейно-философской основы, которая, например, уже явно присутствовала в первой части стихотворного либретто к неосуществлённой «сверх’опере». Скрябин снова запаздывал, отставал от себя самого — ещё новое вчера, становилось невозможно устаревшим сегодня. Стремительный внутренний рост, приближение к цели своей внутренней доктрины, ставил новые пределы в реализации творческих замыслов — необходимо было беспрерывно и сконцентрировано работать. Однако до этого было ещё далеко…
В эти переходные (для творчества) годы Скрябин активно изучает философские труды, много общается с семейством Шлёцеров: Фёдором Юльевичем и Борисом Фёдоровичем (отцом и братом Т. Ф. Шлёцер), сыгравших значительную роль в систематическом изучении философии и естествознании. Достаточно привести имена Куно Фишера, Фридриха Ницше, Иммануила Канта, Иоганна Фихте, Фридриха Шеллинга, Георга Гегеля, Е. П. Блаватской, Анри Бергсона и т. п., и т. д., — чтобы представить размах творческой мысли Скрябина. Поэтому, в очередной раз возвращаясь к симфонии, композитор видел перед собой уже «прошлое» для самого себя сочинение, с трудом вязавшееся с новыми мыслями и представлениями, — и приходилось снова вносить изменения, что-то поправлять, улучшать, округлять.
Однако в данном случае, благодаря именно рассеянности и медлительности, Третья симфония превращалась из обычной рядовой симфонии с привычным рядовым номером в — программную «Божественную поэму», каждая часть которой являла собой очередную, новую ступень освобождения творящего духа Художника-Демиурга: «Борьба», «Наслаждения» и «Божественная игра». Можно сказать, что идеи «большой ницшеанской» оперы таким образом трансформировались и отчасти «переселились» в «Божественную поэму».

…Конечно, работа оттого двигалась значительно медленнее, но зато самая симфония, как бы вместо упразднённой оперы, всё более и более наливалась её идеями и становилась «философскою». Из созданной Скрябиным «теории творчества как модели божественной игры» всё ярче вырисовывалось и музыкальное пояснение к этой самой теории. Создание, творение мира есть чистый акт свободы, след невидимого полёта божественного духа. И только открытое, раскрепощающее творчество, создающее целый мир заново, может быть подобно Богу.
Третья симфония конечно же в очередной раз не успела к издательскому сроку, но благодаря именно этому обстоятельству она постепенно превратилась в «новое Евангелие». Вместо обыкновенного, «будничного» названия с порядковым номером, она приобрела подзаголовок «Божественная поэма», а три части её превратились в ступени освобождения человеческого, а точнее сказать — скрябинского духа: «Борьба» (я так понимаю, что скорее не «Борьба», а «Преодоление»), затем «Наслаждения» и, наконец, «Божественная игра». Третьей симфонией <…> Скрябин оповещал мир об успешном окончании своего долгого и несчастного «штурма» небес. Долгожданная свобода была наконец достигнута, и теперь уже можно было начинать настоящее Творение, игру над жизнью.

Лето и осень 1904 года прошли в напряжённой работе. В письме к Н. С. Морозову Скрябин пишет, что, невзирая на страшную жару, занимается каждый день, и что партитура симфонии очень хорошо подвинулась — осталось инструментовать всего 40 страниц. Об этом летнем периоде Скрябина, воодушевлённого прозрением дальнейшего творческого пути, сохранилось яркое впечатление Юлия Дмитриевича Энгеля. Случайная встреча совершенно несходных по духу людей, оставила документальное воспоминание о новом Скрябине — Скрябине-доктринёре.

…Поехали на пароходе. Солнце светило <…> Было радостно, празднично <…> Он заговорил со мной особенно интимно, как бы доверяя свои задушевные мечты и надежды. Он говорил о Третьей симфонии, которую писал тогда («такой музыки ещё не было»), о «божественной игре» как основе миротворчества и художественного творчества, о сущности искусства, о социализме, о религии, — словом, обо всём. «Необходимо слияние всех искусств, — говорил он, — но не такое театральное, как у Вагнера; искусство должно сочетаться с философией и религией в нечто неразделимо-единое… У меня есть мечта создать такую мистерию. Для неё надо построить особый храм, — может быть, здесь… а может быть, далеко отсюда, в Индии. Но человечество ещё не готово для этого. Надо проповедовать ему, надо повести его по новым путям. Я и проповедую. Раз даже с лодки — как Христос. У меня есть здесь кружок людей, которые отлично понимают меня и пойдут за мной. Особенно один — рыбак».
— Ю. Д. Энгель. 13/26 июля 1904 года, Женева.

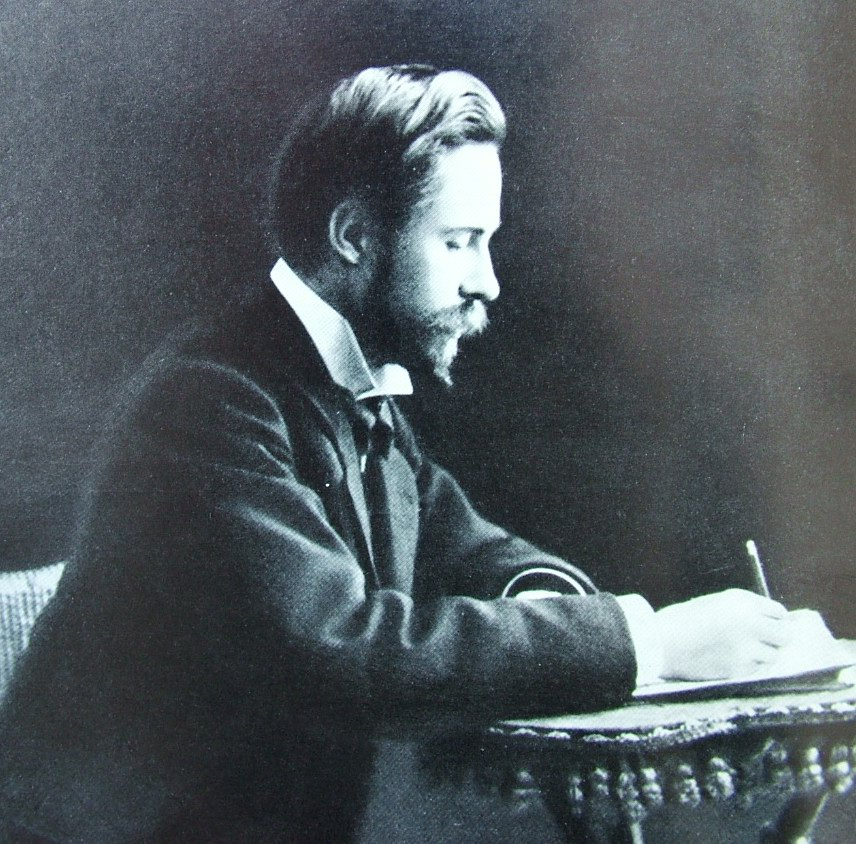
Александр Николаевич Скрябин (фото 1905 г.)

Несмотря на тяжёлую работу по инструментовке симфонии, Скрябин с большим тщанием продолжает занятия философией. Известно, что композитор принимал участие во Втором международном философском конгрессе, проходившем в Женеве с 4 по 8 сентября, — как полноправный участник. Посещая выступления докладчиков конгресса, Скрябин особенно усердно прорабатывал те лекции, в которых раскрывалась суть панпсихизма — например, выступления В. М. Козловского «Сознание и энергия» и А. Бергсона «О психофизиологическом паралогизме».
В начале ноября 1904 года Скрябин завершил этапную работу — уже не только Третью симфонию, но и «Божественную поэму». Об этом событии он коротко сообщает в письме к Вере Ивановне от 6 ноября: «…сегодня окончил, наконец, симфонию, кажется совсем; боюсь сказать, сидел целый день».
Практически сразу по окончании работы — 22 ноября — композитор отослал рукопись партитуры для гравировки в издательство М. П. Беляева в Лейпциг, не отправляя её на просмотр Льву Конюсу в Москву, как предполагал ранее. — Скрябин намеревался поручить Конюсу не только проверку партитуры Третьей симфонии, но и переложение для фортепиано в 4 руки. Однако чтобы не задерживать издание симфонии, Скрябин отправил партитуру прямиком из Швейцарии в Лейпциг. Спустя четыре дня, 26 ноября, Франц Шеффер — управляющий лейпцигским филиалом издательства М. П. Беляева отправил композитору извещение о благополучном получении партитуры Третьей симфонии и сдаче её в гравировку.
В начале декабря Скрябин познакомил со своей «Божественной поэмой» парижских музыкантов. На вечере в салоне музыкального магазина Belon среди слушателей был швейцарский композитор и дирижёр Гюстав Доре́ (Gustave Doret) — давний восторженный поклонник творчества Скрябина. Сохранилось памятное письмо Доре к Скрябину, написанное вскоре после премьерного исполнения «Божественной поэмы» 16 (29) мая 1905 года в Париже. В этом письме он приносит Скрябину самые горячие и искренние поздравления с успешным исполнением симфонии, и выражает глубокую признательность и ещё более укрепившееся восхищение творчеством композитора.

## Отзывы в прессе
29 мая 1905 года в парижском театре Шатле состоялась премьера «Божественной поэмы». Новая симфония Скрябина была с воодушевлением принята парижской публикой и, кроме всего, вызвала бурную реакцию — мгновенно проявились как ярые противники, так и горячие поклонники творчества Скрябина. В лаконичной статье, напечатанной в журнале «The Musical Courier» сразу после премьеры Третьей симфонии, рецензент сообщал:

…Новинкой вечера была новая симфония № 3, C-dur, op. 43 А. Скрябина, молодого оригинального русского композитора. <…> Эта симфония, названная «Божественной поэмой», описывает эволюцию человеческого духа; она, при непрерывном исполнении, длится около пятидесяти минут и состоит из четырёх частей (Вступление — Борьба, Наслаждения, Божественная игра). Скрябин — композитор, которому есть что сказать <…> о своих идеях, теории жизни и философии; у него смелые, свободные и массивные оркестровые сочетания; он способен, молод и полон энтузиазма; его музыка чрезвычайно интересна и оригинальна. Успеху исполнения нового произведения Скрябина содействовал Артур Никиш, дирижировавший с замечательной ясностью и чёткостью. По окончании симфонии со всех сторон были слышны громкие вызовы автора; при появлении композитора на эстраде публика разделилась на аплодировавших и свистевших — свидетельство скорее хорошее.
— «The Musical Courier», 1905 — № 26, стр. 7
...Сложная фактура, изысканность гармонии, замечательное тематическое богатство и художественная последовательность в разработке отличают эту симфонию [...], чувствуется, что автор мыслил сразу оркестровыми красками, свободно владея оркестром. .
23 февраля 1906 года Третья симфония Скрябина была впервые исполнена в России — в Петербурге, в Русском симфоническом концерте под управлением Ф. М. Блуменфельда. Программа концерта состояла из двух больших отделений: в первом прозвучала «Божественная поэма» Скрябина, а во втором — сочинения С. М. Ляпунова (Польский), Н. А. Римского-Корсакова («Сказка») и М. П. Мусоргского (Сюита из оперы «Хованщина»). Премьера Третьей симфонии в России (как, впрочем, и большинство других сочинений композитора) вызвала в музыкальном обществе и в среде музыкальных критиков шумные разногласия, и оставила большое разнообразие откликов как в прессе, так и в личной переписке Скрябина.
Скрябин — бесспорно большой талант, во многом своеобразный, но ещё не установившийся. Он всё ещё ищет выхода, ищет новых форм, стремится обогатить средства выражения, жаждет новизны, утончённости, остроты и разнообразия впечатлений. Оттого во всех его произведениях чувствуется что-то недосказанное. Многое отдаёт одними вопросами, сомнениями... Не удалось А. Скрябину сказать нового, ясного слова в области музыки и своей третьей симфонией.
В частности, сохранилось письмо В. В. Стасова Скрябину — свидетельство признания Скрябина как «серьёзного» композитора-симфониста:

Наилюбезнейший, дорогой Александр Николаевич, с великим восхищением я присутствовал на торжестве Вашей 3-й симфонии «La divin Poeme». Ещё на большой репетиции, в зале Дворянского собрания, среда 22 февраля, она возбудила симпатии и восхищение всех немногих, но что-нибудь понимающих в новой музыке, присутствовавших там; на другой же день, в четверг 23-го, она возбудила и удивление, и глубокие симпатии многочисленной публики. Зала Дворянского собрания была полна-полнёхонька, и, я думаю, с этого вечера у Вас прибавилось много сотен почитателей и поклонников! И иначе не могло и не должно было быть. С этой симфониею Вы сильно выросли! Вы уже совсем большой музыкант стали. В таком роде, складе, виде, форме и содержании, как создана эта симфония, у нас ещё никто не писал! Конечно, тут ещё не мало Рихарда Вагнера, но тоже тут есть уже много, громадно много и самого Александра Скрябина. Какие задачи! Какой план! Какая сила и какой склад! Сколько страсти и поэзии во II-ой части (Voluptés)! Но и оркестр — какой чудесный, могучий, сильный, иногда нежный и обаятельный, иногда блестящий! Да, у Вас теперь есть, среди Русских, уже много сторонников и почитателей. Тотчас после этого Беляевского концерта 23-го февраля пошла вереница статей в газетах. Три из них я Вам посылаю здесь, в письме: 1) В «Стране», 25 февраля, Николая Бернштейна; 2) В «Речи», 25 февраля, за подписью: АШЪ (настоящая фамилия — Шмулер, недавний ученик консерватории); 3) В «Нашей жизни», 28 февраля, за подписью: М. Н. (Нестеров). Не подумайте, что я посылаю Вам эти статьи по какому-нибудь выбору. Совсем нет — они просто попались мне случайно, в эти дни, в некоторых из получаемых мной ежедневно газет. — Надо признаться, что у нас нынче нет вовсе замечательных и талантливых музыкальных критиков. Все посредственности или ничтожества. Лишь немногие поднимаются до степени чего-то изрядного. Ну, да что тут поделаешь! Но даже и большинство между ними понимают, что Вас надо высоко ценить, что Вы уже и теперь занимаете место — значительное. Желаю Вам всяких успехов, и процветаний, и художественного роста, а сам с восхищением и симпатией вспоминаю наши беседы с Вами у дорогого нашего, так рано, к несчастью, скончавшегося Митрофана Петровича Беляева, когда Вы мне играли Сонату, этюду dis-moll и прочее многое чудесное; и ещё вспоминаю наши беседы о философии истории — сидя и едучи на извозчике, по Невскому. Ваш В. С.

Примечательный отзыв-комментарий о премьерном исполнении «Божественной поэмы» в Петербурге имеется в письме Юрия Николаевича Померанцева к С. И. Танееву:

Вчера ходил на русский симфонический концерт и слушал в чрезвычайно посредственном исполнении (дирижировал Блуменфельд) симфонию № 3 Скрябина «Poeme Divin». Это «чрезвычайное» сочинение! Такое богатство музыки истинной — с настроением, с подъёмами, с богатейшими мелодиями и контрапунктической работой, что я даже, который Скрябина считает великим мастером своего дела, диву дался. Какие он невероятные шаги делает. Какая это роскошь музыки. Воображаю, что это было, когда Никиш её давал в Париже. Счастливый Володя Метцль, который это слышал.

В то же время в переписке Сергея Прокофьева сохранена сцена того, как прямо во время премьеры возмущённый Н. А. Римский-Корсаков жалуется немецкому дирижёру Францу Байдлеру, на «скрябинские новшества», которые «производили на него такое впечатление, точно через его стул пропускали электрический ток».
Московская премьера Третьей симфонии состоялась 21 февраля 1909 года в Большом зале Московской консерватории под управлением Эмиля Купера. Программа концерта, организованного Московским отделением РМО, на этот раз состояла исключительно из сочинений Скрябина — «Божественной поэмы», «Поэмы экстаза», Пятой сонаты и нескольких фортепианных миниатюр в исполнении автора. Также, в программе концерта был помещён тематический анализ «Поэмы экстаза» и краткое содержание Третьей симфонии. Н. Д. Кашкин, известный музыкальный критик и писатель конца XIX — начала XX века, по поводу этих «пояснительных» текстов писал:

Г. Скрябин в качестве композитора является очень крупным талантом, одним из наиболее выдающихся в настоящее время, но в этом таланте появилось нечто наносное, грозящее повредить как пониманию его произведений, так и дальнейшей его композиторской деятельности. Этот вредный наносной элемент, по-нашему, заключается в тех многословных, хотя и не особенно связных программах, которыми он сопровождал исполнение своих симфонических произведений. <…> Как в своих больших симфониях, так и в маленьких фортепианных пьесах г. Скрябин очень ярко передаёт свои личные переживания, и его можно назвать одним из субъективнейших композиторов нашего времени. Высшей точкой, какой достигло его творчество, для нас представляется Третья симфония, носящая название «Божественной поэмы». Эта музыка сама говорит за себя, представляя живой художественный организм, общее же её содержание вполне определяется множеством подзаглавий, разбросанных в партитуре, как, например: «Борьба», «Наслаждения» и так далее. Но композитору показалось этого недостаточно, и он присочинил ещё довольно длинную программу, представляющую какую-то мёртвую, отвлечённую схему, не особенно связно изложенную. Нам кажется несомненным, что не музыка сочинена на эту программу, а, напротив, программа сочинена на совсем уже готовую музыку, в чём последняя совершенно не нуждалась. <…> Неужели эти обрывки и фразы, намекающие на известное философское учение, могут служить каким-нибудь пояснением для живой и необыкновенно сильной по выразительности музыки? <…> Музыка г. Скрябина в тысячу раз богаче содержанием, мыслью и поэзией, нежели все подобные программы, и лучше было бы, чтобы и в дальнейшем творчестве он положился на свой действительно сильный талант и не возлагал бы никаких надежд на мёртвые, якобы философские схемы.

## Интересные факты
Известен курьёзный случай, произошедший со Скрябиным в нотном магазине Брейткопфа в Брюсселе. Заказав несколько экземпляров партитуры «Божественной поэмы» в Лейпциге (в главном отделении издательства «M.P. Belaieff, Leipzig») для исполнения в Амстердаме и Брюсселе, Скрябин вернулся за ними, будучи в полной уверенности в их благополучной доставке. Каково же было изумление композитора услышать от продавца новость из Лейпцига об отсутствии таковых нот в продаже. Сохранилось эмоциональное письмо Скрябина к Лядову, в котором он просит разъяснить и разрешить возникшее недоразумение с партитурами симфонии.

Дорогой Анатолий Константинович
Я очень взволнован и озабочен. Только что был в магазине Брейткопфа, чтобы узнать, пришли ли, наконец, выписанные мною неделю тому назад из Лейпцига партитуры 3-й симфонии, которую хотят исполнить в Амстердаме и Брюсселе; к моему изумлению, мне ответили, что из Лейпцига сообщили, что симфонии этой нет в продаже. Что это может значить? Очень, очень прошу тебя, дорогой Анатолий Константинович, помочь мне выяснить это недоразумение и сделать распоряжение, чтобы мне поскорее выслали столь нужные для меня партитуры. Ведь ты понимаешь, насколько это важно. Кстати, почему мне не прислали до сих пор 5-ти экземпляров переложения, сделанного Конюсом. Уже почти год прошёл с тех пор, как я ответил утвердительно на вопрос, беру ли я на себя расходы по переложению. Конюс тоже писал Вам об этом. Неужели до сих пор оно не издано. Будь такой милый, напиши мне поскорее обо всём этом. Прости, пожалуйста, за беспокойство и прими лучшие пожелания от искренне любящего тебя А. Скрябина.
P.S. Получил ли ты моё письмо из Амстердама? 8-го ноября (нового стиля) здесь в Брюсселе мой концерт. Нельзя ли дать Pierné, Ysaye, Ставенхагену и Вайнгартнеру партитуру на просмотр? Все обращаются ко мне, а расходы такие мне не по силам. Ещё раз прошу тебя извинить меня и крепко обнимаю. Спешу в концерт.
— Письмо № 486. А.Н. Скрябин — А.К. Лядову (Окт. 1906 г., Bruxelles, 45)
Наряду с этим неприятным происшествием, Скрябин также интересуется у Лядова о четырёхручном переложении своей Третьей симфонии, которое почти год назад (16 января 1906 года) завершил Л. Конюс. Скрябин знал, что Конюс отослал свою работу в Петербург сразу по завершении. Однако лишь в ноябре 1906 года Ф. И. Грус (служащий издательства Беляева в Лейпциге) сообщил Скрябину о том, что отосланное из петербургской конторы издательства переложение по пути пропало, и что издательство обратилось к Л. Конюсу с просьбой сделать переложение ещё раз. В итоге, вторичное переложение вышло в свет только в конце 1907 года. Недоразумение с партитурами вскоре также разъяснилось: Франц Шеффер (управляющий лейпцигским отделением издательства «M.P. Belaieff, Leipzig») объяснил этот казус неосведомлённостью молодого продавца.
В конце 1906 года Попечительный совет не только выплатил Скрябину гонорар за четыре фортепианные пьесы ор. 51, но также предложил досрочно получить Глинкинскую премию за Третью симфонию. Этот благотворительный жест был сделан в нарушение принятого устава, и поэтому Совет просил Скрябина держать втайне досрочное получение премии.
- Существует версия партитуры Третьей симфонии Скрябина, сделанная дирижёром Аркадием Фельдманом, в которую включены партия органа и световая партитура (созданная наподобие партии luce в «Прометее»). В этом варианте симфония была впервые исполнена 3 февраля 2012 года в органном зале Кафедрального собора Калининграда (остров Иммануила Канта)[62].

### Комментарии
1. ↑  Пролог (от греч. πρόλογος — предисловие) — вводная часть, введение, вступление к сочинению, особенно драматическому. В греческой трагедии под этим названием разумелась часть пьесы, предшествующая первой песне хора.
2. ↑  Редуцирование (от нем. reduzieren) — уменьшать, сокращать.
3. ↑  Никита Семёнович Морозов (1864, Новочеркасск — 1925, Москва) — музыковед. Окончил в 1887 г. математический факультет Московского университета; в 1891 г. Московскую консерваторию по классу фортепиано и по классу композиции у А. С. Аренского (годом позже, в 1892 г). Брал уроки композиции у С. И. Танеева. В 1893—1924 гг. профессор Московской консерватории по классу теории музыки. Автор теоретических трудов о музыкальной форме, ритме, мелодии, гармонии, а также ряда музыкальных сочинений: в том числе опера „Алеко“ (по А. С. Пушкину, 1892), фортепианные пьесы, романсы. Перевёл на русский язык книгу Xуго Римана „Катехизис истории музыки“, ч. 1—2 (М., 1895—1896).
4. ↑  Исакович, Иван Христофорович (1843—1916) — адвокат, член дирекции Нижегородского отделения РМО; отец Веры Ивановны Скрябиной
5. ↑  Шлёцер, Ида Юльевна (?—1912) — родная сестра Павла Юльевича Шлёцера (1848—1898), пианиста, композитора и профессора Московской консерватории. В доме Павла Юльевича жила в годы учения в Московской консерватории Вера Ивановна Исакович (первая жена Скрябина).
6. ↑   «…ценою за преуспевшую „Сатаническую поэму“ и остальные пьесы явилась — так и не оконченная партитура Третьей симфонии, кстати, до сих пор пока ещё не „Божественной“. Точнее говоря, самая музыка была написана вполне, но инструментовкой так и не продвинулась дальше первой части» // Ханон Ю. «Скрябин как лицо» — СПб.: Центр Средней Музыки & Лики России, 1995. — С. 485
7. ↑  Некоторое время М. К. Морозова, по рекомендации друга обоих семейств Василия Ильича Сафонова, брала уроки фортепианной игры у Скрябина. Однако в связи с начавшейся у Маргариты Кирилловны болезнью рук (вследствие напряжения запястий во время занятий), уроки пришлось приостановить.
8. ↑  Юрий Николаевич Померанцев (5 (17) сентября 1878, Седлец, ныне Седльце, Польша — 28 мая 1933, Париж) — русский композитор и дирижёр. С 1892 занимался композицией под руководством С. И. Танеева. В 1902 окончил Московскую консерваторию по классу фортепиано у А. Н. Скрябина. В 1903—1905 учился дирижированию у А. Никиша в Лейпциге. Был секретарём дирекции Московского отделения РМО (до 1914). Автор оперы «Покрывало Беатриче», балета «Волшебные грёзы», пьес для фортепиано, романсов на слова А. А. Фета, А. К. Толстого.
9. ↑  Летом 1908 года, примерно за полгода до премьеры, Эмиль Купер приезжал к Скрябину в Лозанну, чтобы пройти с автором и Третью симфонию, и «Поэму экстаза», которыми ему предстояло дирижировать весной в Москве.
10. ↑  После смерти М. П. Беляева все дела издательской и концертно-организаторской деятельности перешли в руки Попечительного совета в лице Римского-Корсакова, Глазунова и Лядова. Более подробную информацию можно найти в статье Беляевский кружок.

### Сноски
1. ↑  Письмо № 339. В. И. Скрябиной (11/24 ноября, 1904 г., Париж // А. Н. Скрябин. Письма. Составление и редакция А. В. Кашперова. — М.: «Музыка», 2003. — С. 317.
2. ↑  А. Н. Скрябин. Письма. Составление и редакция А. В. Кашперова. Издательство «Музыка», Москва, 2003 — Письмо № 419. М. К. Морозовой (24 мая/6 июня, 1905 г., Paris, 5, rue de la Neva), стр. 371
3. ↑   А. Н. Скрябин. Письма. Составление и редакция А. В. Кашперова. Издательство «Музыка», Москва, 2003 — Письмо № 470. В. В. Стасову (7/20 марта 1906 г. Geneve, 2, Chemin de la Fontaine, Servette), с. 414
4. ↑  Юрий Ханон,. «Скрябин как лицо». — СПб.: Центр Средней Музыки & Лики России, 1995. — С. 567.
5. ↑  А. Н. Скрябин. Письма. Составление и редакция А. В. Кашперова. Издательство «Музыка», Москва, 2003 — Письмо № 516. Т. Ф. Шлёцер-Скрябиной (до 19 февраля/14 марта, 1907 г., Чикаго), с. 464
6. ↑  Юрий Ханон,. «Скрябин как лицо». — СПб.: Центр Средней Музыки & Лики России, 1995. — С. 619.
7. ↑  А. Н. Скрябин. Письма. Составление и редакция А. В. Кашперова. Издательство «Музыка», Москва, 2003 — Письмо № 581. М. Н. Мейчику (28 декабря 1908 г./10 января, 1909 г., Берлин), с. 521
8. ↑  А. Н. Скрябин. Письма. Составление и редакция А. В. Кашперова. Издательство «Музыка», Москва, 2003 — Письмо № 587. З. И. Монигетти (до 12/25 марта, 1909 г., Москва), с. 525
9. 1 2  А. К. Кенигсберг, Л. В. Михеева. 111 симфоний. — СПб.: «Культ-информ-пресс», 2000.
10. 1 2  Юрий Ханон,. «Скрябин как лицо». — СПб.: Центр Средней Музыки & Лики России, 1995. — С. 461.
11. ↑  Ханон Ю. Разговор с психиатром в присутствии увеличенного изображения Скрябина (естественно-разговорная мистерия в одном акте) // Место печати (регулярный журнал искусств). — М.: Obscuri Viri, 1993. — № 4. — С. 189—191. — ISBN 5-87852-007-9.
12. ↑  Юрий Ханон. Скрябин как лицо. — СПб.: Центр Средней Музыки, издание второе, переработанное, 2009. — С. 462.
13. ↑  Большая биографическая энциклопедия. — 2009. — Морозов, Никита Семёнович
14. ↑  А. Н. Скрябин. Письма. Составление и редакция А. В. Кашперова. Издательство «Музыка», Москва, 2003 — Письмо № 266. В. И. Скрябиной (25 мая/7 июня 1902 г., Москва), с. 263
15. ↑  Юрий Ханон. Скрябин как лицо. — СПб.: Центр Средней Музыки & Лики России, 1995. — С. 475.
16. ↑  А. Н. Скрябин. Письма. Составление и редакция А. В. Кашперова. Издательство «Музыка», Москва, 2003 — Письмо № 419. О. И. Монигетти (22 июня/5 июля 1902 г., Оболенское), с. 264
17. ↑  Письмо № 268. М. П. Беляеву (17/30 июля 1902 г., Оболенское) // А. Н. Скрябин. Письма. Составление и редакция А. В. Кашперова. Издательство «Музыка», Москва, 2003 — Письмо № 268. М. П. Беляеву (17/30 июля 1902 г., Оболенское), с. 265
18. ↑  Юрий Ханон. Скрябин как лицо. — СПб.: Центр Средней Музыки & Лики России, 1995. — С. 476.
19. ↑  Летопись жизни и творчества А. Н. Скрябина. — Сост. М. Прянишникова и О. Томпакова. — Музыка, 1986 г. — Стр. 121
20. ↑  А. Н. Скрябин. Письма. Составление и редакция А. В. Кашперова. Издательство «Музыка», Москва, 2003 — Письмо № 286. М. П. Беляеву (до 22 ноября/5 декабря 1902 г., Москва), с. 280
21. ↑  Юрий Ханон,. «Скрябин как лицо». — СПб.: Центр Средней Музыки, издание второе, переработанное, 2009. — С. 490.
22. ↑   А. Н. Скрябин. Письма. Составление и редакция А. В. Кашперова. Издательство «Музыка», Москва, 2003 — Письмо № 299. М. П. Беляеву (25 февраля/10 марта, 1903 г., Москва), с. 284
23. ↑  А. Н. Скрябин. Письма. Составление и редакция А. В. Кашперова. Издательство «Музыка», Москва, 2003 — Письмо № 299. З. И. Монигетти (6/19 августа, 1903 г., Оболенское), с. 289
24. ↑  Юрий Ханон. Скрябин как лицо. — СПб.: Центр Средней Музыки & Лики России, 1995. — С. 479.
25. ↑  Пастернак Б. Л. «Люди и положения.» — Новый мир, 1967, № 1, с. 209, 212
26. ↑  А. Н. Скрябин. Письма. Составление и редакция А. В. Кашперова. Издательство «Музыка», Москва, 2003 — Письмо № 297. Б. Ф. Шлёцеру (21 июля/3 августа, 1903 г., Оболенское), с. 286
27. ↑  А. Н. Скрябин. Письма. Составление и редакция А. В. Кашперова. Издательство «Музыка», Москва, 2003 — Письмо № 302. М. П. Беляеву (27 августа/9 сентября, 1903 г., Оболенское), с. 290
28. 1 2  Письмо № 307. В. И. Скрябиной (15/28 ноября, 1903 г., Петербург) // А. Н. Скрябин. Письма. Составление и редакция А. В. Кашперова. — М.: «Музыка», 2003. — С. 293—294.
29. ↑  Юрий Ханон. Скрябин как лицо. — СПб.: Центр Средней Музыки & Лики России, 1995. — С. 485.
30. ↑  А. Н. Скрябин. Письма. Составление и редакция А. В. Кашперова. Издательство «Музыка», Москва, 2003 — Письмо № 311. М. П. Беляеву (15—18/28—31 декабря 1903 г., Москва), с. 297
31. ↑  Юрий Ханон. Скрябин как лицо. — СПб.: Центр Средней Музыки & Лики России, 1995. — С. 495.
32. ↑  А. Н. Скрябин. Письма. Составление и редакция А. В. Кашперова. Издательство «Музыка», Москва, 2003 — Письмо № 316. А. К. Лядову (15/28 февраля, 1904 г., Москва), с. 301
33. ↑  А. Н. Скрябин. Письма. Составление и редакция А. В. Кашперова. Издательство «Музыка», Москва, 2003 — Письмо № 319. М. К. Морозовой (8/21 марта, 1904 г., Vezenaz), с. 305
34. ↑  А. Н. Скрябин. Письма. Составление и редакция А. В. Кашперова. Издательство «Музыка», Москва, 2003 — Письмо № 320. Т. Ф. Шлёцер (15/28 марта, 1904 г., Везна), с. 306
35. ↑  А. Н. Скрябин. Письма. Составление и редакция А. В. Кашперова. Издательство «Музыка», Москва, 2003 — Письмо № 315. В совет душеприказчиков М. П. Беляева (15/28 февраля, 1904 г., Москва), с. 300
36. ↑  А. Н. Скрябин. Письма. Составление и редакция А. В. Кашперова. Издательство «Музыка», Москва, 2003 — Письмо № 325. М. А. Беляевой (после 18 апреля/1 мая, 1904 г., Везна), с. 309
37. ↑  Юрий Ханон. Скрябин как лицо. — СПб.: Центр Средней Музыки, издание второе, переработанное, 2009. — С. 518.
38. 1 2  А. Н. Скрябин. Письма. Составление и редакция А. В. Кашперова. Издательство «Музыка», Москва, 2003 — Письмо № 330. Н. С. Морозову (14/27 июля, 1904 г., Vezenaz), с. 311
39. ↑  Летопись жизни и творчества А.Н. Скрябина. — Сост. М. Прянишникова и О. Томпакова. — Музыка, 1986г. — Стр. 131
40. ↑  Большая биографическая энциклопедия, 2009
41. 1 2  Летопись жизни и творчества А. Н. Скрябина. — Сост. М. Прянишникова и О. Томпакова. — Музыка, 1986 г. — Стр. 132
42. ↑  Протоколы конгресса. — ГМС, Личная библиотека А. Н. Скрябина
43. ↑  А. Н. Скрябин. Письма. Составление и редакция А. В. Кашперова. Издательство «Музыка», Москва, 2003 — Письмо № 337. В. И. Скрябиной (24 октября/6 ноября, 1904 г., Везна), с. 315
44. ↑  А. Н. Скрябин. Письма. Составление и редакция А. В. Кашперова. Издательство «Музыка», Москва, 2003 — Письмо № 295. М. П. Беляеву (30 июня/13 июля, 1903 г., Оболенское), с. 285
45. ↑  А. Н. Скрябин. Письма. Составление и редакция А. В. Кашперова. Издательство «Музыка», Москва, 2003 — Письмо № 340. В. И. Скрябиной (13/26 ноября, 1904 г., Париж), с. 318
46. ↑  Летопись жизни и творчества А. Н. Скрябина. — Сост. М. Прянишникова и О. Томпакова. — Музыка, 1986 г. — Стр. 133
47. ↑  А. Н. Скрябин. Письма. Составление и редакция А. В. Кашперова. Издательство «Музыка», Москва, 2003 — Письмо № 358. Т. Ф. Шлёцер (30 ноября/13 декабря, 1904 г., Париж), с. 330
48. ↑  А. Н. Скрябин. Письма. Составление и редакция А. В. Кашперова. Издательство «Музыка», Москва, 2003 — № 419. М. К. Морозовой (24 мая/6 июня 1905 г., Paris, 5, rue de la Neva), с. 372 (примечание 2)
49. ↑  А. Н. Скрябин. Письма. Составление и редакция А. В. Кашперова. Издательство «Музыка», Москва, 2003 — № 419. М. К. Морозовой (24 мая/6 июня 1905 г., Paris, 5, rue de la Neva), с. 372 (примечание 1)
50. ↑  А. Шмулер. «Театр и искусство», 1906, № 11, стр. 171
51. ↑  А. Н. Скрябин. Письма. Составление и редакция А. В. Кашперова. Издательство «Музыка», Москва, 2003 — № 470. В. В. Стасову (7/20 марта 1906 г. Geneve, 2, Chemin de la Fontaine, Servette), с. 415 (примечание 1)
52. ↑  М. Нестеров. «Наша жизнь», 1906, 28 февраля
53. ↑  А. Н. Скрябин. Письма. Составление и редакция А. В. Кашперова. Издательство «Музыка», Москва, 2003 — № 470. В. В. Стасову (7/20 марта 1906 г. Geneve, 2, Chemin de la Fontaine, Servette), с. 415 (примечание 2)
54. ↑  «А. Н. Скрябин», М.-Л., 1940, стр. 231
55. ↑  Музыкальная энциклопедия. — М.: Советская энциклопедия, Советский композитор. Под ред. Ю. В. Келдыша. 1973—1982.
56. ↑  А. Н. Скрябин. Письма. Составление и редакция А. В. Кашперова. Издательство «Музыка», Москва, 2003 — № 471. Ф. М. Блюменфельду (до 15/28 марта 1906 г. Geneve, 2, Chemin de la Fontaine, Servette), с. 417
57. ↑  С. С. Прокофьев. Автобиография. — М.: Советский композитор, 1982. — С. 261—262.
58. ↑  А. Н. Скрябин. Письма. Составление и редакция А. В. Кашперова. Издательство «Музыка», Москва, 2003 — № 575. М. К. Морозовой (до 19 октября/1 ноября 1908 г. ., Bruxelles, 45, rue de la Reforme, Belgique), с. 515—517 (примечание 3)
59. ↑  «Русское слово», 1909, № 60, стр.6
60. ↑  А. Н. Скрябин. Письма. Составление и редакция А. В. Кашперова. Издательство «Музыка», Москва, 2003 — № 486. А. К. Лядову (октябрь 1906 г., Bruxelles, 45, rue de la Longue Haie, Pension Weeckers), с. 434
61. ↑  А. Н. Скрябин. Письма. Составление и редакция А. В. Кашперова. Издательство «Музыка», Москва, 2003 — № 488. Попечительному совету (28 октября/10 ноября 1906 г., Брюссель), с. 436
62. ↑  А.Скрябин. Дата обращения: 4 июня 2023. Архивировано 4 июня 2023 года.